# アンドリュー・ダガン
アンドリュー・ダガン（Andrew Duggan、1923年12月28日 - 1988年5月15日）は、アメリカ合衆国の映画及びテレビの性格俳優。

## 来歴
インディアナ州中南部のジョンソン郡フランクリンで生まれる。第二次世界大戦中、中国ビルマインディアシアターで俳優のメルヴィン・ダグラス率いるアメリカ陸軍第40特別娯楽部隊に勤務した。ダグラスとの邂逅は、後にルシル・ボールと共演した舞台『Dreamgirl』への出演へと繋がる。戦後、帰還輸送船上でブロードウェイの舞台監督ダニエル・マンと友情を深め、『バラの刺青』、『Gently Does It』、『Anniversary Waltz』、『Fragile Fox』、『The Third Best Sport』でブロードウェイの舞台を踏んだ。
1957年、テレビ西部劇『シャイアン』の「Land Beyond the Law」というエピソードでエルウッド少佐として出演、NBCのワード・ボンド主演のテレビ西部劇『幌馬車隊』の最初のエピソードで悪役を演じた。同年、ウェイド・プレストンが主役である西部開拓時代の銃器セールスマンにして潜入捜査官のクリストファー・コルトを演じるABC/ワーナー・ブラザースのテレビ西部劇『コルト45』の最初のエピソードにピーター・ブラウン、ボブ・スティールと共にゲスト出演した。第1話「The Peacemaker」または「Judgement Day」で、ダガンはジム・レックスフォードを演じ、ブラウンはデイブ、スティールはグレンジャー軍曹を演じた。
ABCの戦争ドラマ『頭上の敵機』の第2・第3シーズンで、準レギュラーのエド・ブリット少将として出演。NBCのテレビ西部劇『Jefferson Drum』、『ボナンザ』、『バークレー牧場』にゲスト出演、またNBCの『レストレス・ガン』とCBSの『ハワイ5-0』のパイロット版でそれぞれ元囚人と諜報部員を演じた。
ダガンは1949年から1987年にかけて、ドン・ノッツと共演した『秘密兵器リンペット』など約70本の映画、140以上のテレビ番組に出演した。声のみの仕事もこなしており、1985年にクリオ賞を受賞したジーバートのテレビCM「Friend of the Family (Rust in Peace)」のナレーションも担当している。

## バーボン・ストリート
1959年、ワーナー・ブラザーズと契約、ABCの『バーボン・ストリート』に出演し、ニューオーリンズの探偵事務所の所長キャル・カルホーンを演じた。バーボン・ストリートが1シーズンで打ち切りとなった時、他の2人の探偵はワーナー・ブラザーズの別の探偵ドラマに移された。ヴァン・ウィリアムズ演じるケニー・マディソンは、同じ時間枠の新シリーズ『サーフサイド6』に、リチャード・ロング演じるレックス・ランドルフはロジャー・スミスの後釜として『サンセット77』に登場した。
1962年、26週のABCシットコム『わが家はいっぱい』で、ペギー・マッケイ、ロニー・ダポ、ミッキー・ルーニーの息子ティム・ルーニーと共演した。この間、数本のワーナー・ブラザースのテレビ番組にゲスト出演し、『チャップマン報告』、『陽動作戦』、テレビドラマのバックドア・パイロット『続・連邦警察』など数本のワーナー・ブラザースの映画に出演した。また、ワーナー・ブラザーズの映画の予告編のナレーションを何度か担当している。

## 1960年代
1960年代、多くのテレビドラマにゲスト出演した。ジョン・ラッセル主演のABC/ワーナー・ブラザースの『連邦保安官』の1962年のエピソード「Sunday」で恩赦を得ようとする度し難い犯罪者役を演じた。1963年、短命に終わったABC/ワーナー・ブラザースのテレビ西部劇『ダコタの男』にゲスト出演。
精神医学を扱ったNBCの医療ドラマ『最後のカルテ』の1963年のエピソード「Four Feet in the Morning」でカール・クインシーを演じ、ジャック・パランス主演のABCのサーカスドラマ『世界最大のサーカス』の1964年のエピソード「This Train Don't Stop Till It Gets There」に出演。
1963年の春休み映画『パームスプリングの週末』で過保護な警察署長ディクソンを演じ、娘のバニー（ステファニー・パワーズ）が医学部の学生ジム（トロイ・ドナヒュー）に会うのを阻止する。1965年と1966年の2度、デビッド・ジャンセンの『逃亡者』に出演。
1964年の映画『5月の7日間』に出演、1967年の映画『電撃フリント・アタック作戦』でアメリカ合衆国大統領と詐欺師を演じた。
『ザ・アルフレッド・ヒッチコック・アワー』の1964年のエピソード「The McGregor Affair」に出演、大酒飲みの妻の抹殺を決意をする男を演じるが、やってしまった事を後悔し、妻のための計画と同じ運命を辿る犠牲者となる。
また、ABCの戦争ドラマ『頭上の敵機』の第2・第3シーズンでエド・ブリット准将/少将を演じた。

## 対決ランサー牧場
1968年から1970年、『対決ランサー牧場』という連続ドラマで家長の牧場主マードック・ランサーを演じ、ジェームズ・ステイシーがマードックの二番目の妻マリアの息子でガンマンのジョニー・マドリッド・ランサーを演じた。その約6年前、ステイシーとダガンはジョーン・コールフィールドと共にABCの西部劇ドラマ『シャイアン』の最終回で共演している。
ウェイン・モウンダーはボストンで教育を受けた長男のスコット・ランサーを演じた。実生活ではモウンダーはメイン州バンゴーの近くで育てられた。
『対決ランサー牧場』は51エピソードしか続かなかったが、批評家は脚本と演技が優れていると評した。ポール・ブラインガーはCBSの初期の西部劇ドラマ『ローハイド』で演じた「ウィッシュボーン」と類似した役であるジェリー・ホスキンス役で出演した。

## 後年の映画・テレビ出演
1971年、テレビ映画『父の帰る日』（The Homecoming: A Christmas Story）で家長ジョン・ウォルトンを演じる。このジョン・ウォルトンからインスパイアされたスピンオフドラマ『わが家は11人』ではこの役をラルフ・ウェイトが演じた。
1973年、ブラックスプロイテーション映画『ブラック・シーザー』にカメオ出演。1975年、NBCのテレビ映画 『Attack on Terror: The FBI vs. the Ku Klux Klan』にFBIのインスペクター・ライダー役で出演、1976年、テレビミニシリーズ『リッチマン・プアマン/青春の炎』と『Once an Eagle』に出演。1978年、NBCの犯罪ドラマ『The Eddie Capra Mysteries』のエピソード「And the Sea Shall Give Up Her Dead」に出演。1980年、ABCのテレビ映画 『The Long Days of Summer』にサム・ウィギンズ役で出演、同年、CBSの『マッシュ』のエピソード「Father's Day」にゲスト出演、マーガレット・ホーリハンの伝説的な父親アルヴィン・ホーリハン大佐を演じた。
ダガンの最後の役の1つは1987年のテレビ伝記映画『FBI/アメリカを知りすぎた男』で演じたドワイト・D・アイゼンハワー。アイゼンハワー役はこれより以前のテレビミニシリーズ『ホワイト・ハウス』でも演じていた。また、フーバーの別の伝記映画『The Private Files of J. Edgar Hoover』（1977年）ではリンドン・ジョンソン大統領を演じた。1987年、『新・死霊伝説』に出演。

## 私生活と死去
1954年、彼が「ベティ」と言う愛称で呼んだブロードウェイのダンサー・女優のエリザベス・ローグと結婚。彼らにはリチャード、ナンシー、メリッサの3人の子供がいた。
1988年5月15日、咽頭癌で死去。64歳であった。

## フィルモグラフィー

### 映画
| 年   | 原題                                        | 邦題                                     | 役名                                   | 備考             |
| ---- | ------------------------------------------- | ---------------------------------------- | -------------------------------------- | ---------------- |
| 1956 | Patterns                                    | 大会社の椅子                             | フレッド・ステープルズ                 |                  |
| 1956 | Three Brave Men                             |                                          | スティーヴン・ブロウィング牧師         |                  |
| 1957 | Domino Kid                                  | ドミノ・キッド                           | ウェイド・ハリントン                   |                  |
| 1957 | Decision at Sundown                         | ディシジョン・アット・サンダウン         | スウェード・ハンセン保安官             |                  |
| 1958 | Return to Warbow                            |                                          | マレー・ファラム                       |                  |
| 1958 | The Bravados                                | 無頼の群                                 | 神父                                   |                  |
| 1959 | Westbound                                   | 決斗ウェストバウンド                     | クレイ・パットナム                     |                  |
| 1961 | Splendor in the Grass                       | 草原の輝き                               | 予告編ナレーター                       | クレジットされず |
| 1962 | House of Women                              |                                          | フランク・コール                       |                  |
| 1962 | Merrill's Marauders                         | 陽動作戦                                 | アブラハム・ルイス・コロドニー大佐     |                  |
| 1962 | The Chapman Report                          | チャップマン報告（レポート）             | ジョージ・C・チャップマン博士          |                  |
| 1963 | PT 109                                      | 魚雷艇109                                | ナレーション                           | クレジットされず |
| 1963 | Palm Springs Weekend                        | パームスプリングの週末                   | ディクソン警察署長                     |                  |
| 1964 | Heart to Heart.com                          | 秘密兵器リンペット                       | ハーロック                             |                  |
| 1964 | Seven Days in May                           | 5月の7日間                               | ウィリアム・"マット"・ヘンダーソン大佐 |                  |
| 1965 | The Glory Guys                              | 栄光の野郎ども                           | フレデリック・マッケイブ大将           |                  |
| 1967 | In Like Flint                               | 電撃フリント・アタック作戦               | トレント大統領                         |                  |
| 1968 | The Secret War of Harry Frigg               | 脱走大作戦                               | ニュートン・アームストロング准将       |                  |
| 1971 | Skin Game                                   | 西部無法伝                               | ハワード・キャロウェイ                 |                  |
| 1971 | The Homecoming: A Christmas Story           | 父の帰る日                               | ジョン・ウォルトン                     | テレビ映画       |
| 1972 | Bone                                        |                                          | ビル                                   |                  |
| 1973 | Black Caesar                                | ブラック・シーザー                       | 靴磨きの男                             | クレジットされず |
| 1974 | It's Alive                                  | 悪魔の赤ちゃん                           | 教授                                   |                  |
| 1974 | The Bears and I                             | 遥かなる子熊の森                         | ゲインズ委員                           |                  |
| 1974 | The Missiles of October                     | 十月のミサイル                           | マクスウェル・テイラー                 | テレビ映画       |
| 1977 | The Deadliest Season                        | スラップ・シュート                       | アル・ミラー                           | テレビ映画       |
| 1977 | The Private Files of J. Edgar Hoover        |                                          | リンドン・ジョンソン大統領             |                  |
| 1978 | It Lives Again                              | 悪魔の赤ちゃん2                          | ペリー博士                             |                  |
| 1978 | A Fire in the Sky                           | 激突!!燃える大彗星                       | 大統領                                 | テレビ映画       |
| 1979 | The Incredible Journey of Doctor Meg Laurel |                                          | アダムソン判事                         | テレビ映画       |
| 1981 | Frankenstein Island                         |                                          | 大佐                                   |                  |
| 1983 | Doctor Detroit                              | ダン・アイクロイドのDr.デトロイトを探せ! | ハーモン・ラウズホーン                 |                  |
| 1983 | A Return to Salem's Lot                     | 新・死霊伝説                             | アクセル判事                           | 最後の映画出演   |

### 主なテレビ出演
| 年      | 原題                             | 邦題                                 | 役名                                                                        | 備考                                     |
| ------- | -------------------------------- | ------------------------------------ | --------------------------------------------------------------------------- | ---------------------------------------- |
| 1957    | Colt .45 (TV series)             | コルト45                             | ジム・レックスフォード                                                      | 1エピソード                              |
| 1957-58 | Matinee Theater                  |                                      | 少佐 (1957) クライド・グラニック (1958)                                     | 2エピソード                              |
| 1958    | Tombstone Territory              | 早撃ち保安官                         | カーク・スティーブンス                                                      | 1エピソード                              |
| 1958    | Have Gun – Will Travel           | 西部のパラディン                     | ダニエル・ウィーバー                                                        | 1エピソード                              |
| 1959    | Captain David Grief              |                                      | マーリー                                                                    | 1エピソード                              |
| 1959-60 | Bourbon Street Beat              | バーボン・ストリート                 | キャル・カルホーン                                                          | 38エピソード                             |
| 1960    | The Roaring 20's                 | ローリング20                         | デビッド・ローレンス                                                        | 1エピソード                              |
| 1956-62 | Cheyenne                         | シャイアン                           | フランク・モクソン他                                                        | 6エピソード                              |
| 1961-62 | Maverick                         | マーベリック                         | カルヴィン・パワーズ (1961) エド・マーフィー (1962)                         | 2エピソード                              |
| 1961-62 | Lawman                           | 連邦保安官                           | トッド・ラーソン (1961) フランク・ブーン (1962)                             | 2エピソード                              |
| 1962    | Bronco                           | ブロンコ                             | エイブラハム・リンカーン                                                    | 1エピソード （声のみ、クレジットされず） |
| 1962    | Room for One More                | わが家はいっぱい                     | ジョージ・ローズ                                                            | 26エピソード                             |
| 1959-63 | 77 Sunset Strip                  | サンセット77                         | キャル・カルホーン他                                                        | 6エピソード                              |
| 1962-63 | Hawaiian Eye                     | ハワイアン・アイ                     | ラルフ・メイソン (1962) ジョン・マリオット (1963)                           | 2エピソード                              |
| 1963    | The Travels of Jaimie McPheeters | ジェミーの冒険旅行                   | モーガン                                                                    | 1エピソード                              |
| 1963    | The Defenders                    | 弁護士プレストン                     | フランク・ローリンズ                                                        | 1エピソード                              |
| 1963    | Dr. Kildare                      | ドクター・キルデア                   | カール・クインシー                                                          | 1エピソード                              |
| 1963    | The Eleventh Hour                | 最後のカルテ                         | カール・クインシー                                                          | 1エピソード                              |
| 1964    | Bonanza                          | ボナンザ                             | デビッド・ノウルトン判事                                                    | 1エピソード                              |
| 1964    | Arrest and Trial                 | 事件と裁判                           | ベン・チャリス                                                              | 1エピソード                              |
| 1964    | The Greatest Show on Earth       | 世界最大のサーカス                   | マクヘンリー                                                                | 1エピソード                              |
| 1964    | Alfred Hitchcock Presents        | ヒッチコック劇場                     | ジョン・マクレガー                                                          | 1エピソード                              |
| 1964    | Slattery's People                | スラッタリー物語                     | エドワード・ブレランド                                                      | 1エピソード                              |
| 1956-65 | Gunsmoke                         | ガンスモーク                         | ニック・サーチ (1956) フォス・キャッパー (1957) ジョン・クレイル博士 (1965) | 3エピソード                              |
| 1965-66 | The Fugitive                     | 逃亡者                               | ジョン・ハーラン (1965) ハリー・アンダーソン (1966)                         | 2エピソード                              |
| 1966    | F Troop                          | 腰抜け中隊                           | チェスター・ウィンスター少佐                                                | 1エピソード                              |
| 1966    | A Man Called Shenandoah          | シェナンドー                         | ハーレー・カーン                                                            | 1エピソード                              |
| 1966    | The Virginian                    | バージニアン                         | ジェームズ・クレイボーン                                                    | 1エピソード                              |
| 1965-67 | The Big Valley                   | バークレー牧場                       | ウォラント (1965) ジャッド・ロブソン上院議員 (1967)                         | 2エピソード                              |
| 1965-67 | 12 O'Clock High                  | 頭上の敵機                           | エド・ブリット准将/少将                                                     | 17エピソード                             |
| 1967    | The Invaders                     | インベーダー                         | セオドア・ボーモント将軍                                                    | 1エピソード                              |
| 1967    | Vacation Playhouse               |                                      | ジョージ・フレミング                                                        | 1エピソード                              |
| 1967    | Judd, for the Defense            | 弁護士ジャッド                       | エベレット・クランフィールド                                                | 1エピソード                              |
| 1967    | Run for Your Life                | ポール・ブライアン                   | ジム・シーボーン中尉 ジェームズ・シーボーン                                 | 2エピソード                              |
| 1967-68 | Cimarron Strip                   | シマロン                             | コヴィントン少佐                                                            | 3エピソード                              |
| 1968    | I Spy                            | アイ・スパイ                         | ピアソン                                                                    | 1エピソード                              |
| 1968    | Premiere                         |                                      | オーウェン・カー                                                            | 1エピソード                              |
| 1968-70 | Lancer                           | 対決ランサー牧場                     | マードック・ランサー                                                        | 51エピソード                             |
| 1970    | The Governor & J.J.              |                                      | ローレンス・"バック"・ブラッドベリー                                        | 1エピソード                              |
| 1966-71 | The F.B.I.                       | FBIアメリカ連邦警察                  | ジョン・スタッフォード他                                                    | 4エピソード                              |
| 1971    | Ironside                         | 鬼警部アイアンサイド                 | エバレット・ワード                                                          | 1エピソード                              |
| 1971    | Mission: Impossible              | スパイ大作戦                         | ジャスティン・ベインブリッジ                                                | 1エピソード                              |
| 1971    | Mannix                           | マニックス                           | アレック・ホルト将軍                                                        | 1エピソード                              |
| 1971    | The Waltons                      | わが家は11人                         | ジョン・ウォルトン                                                          | 1エピソード                              |
| 1972    | Ghost Story                      | 真夜中の恐怖                         | ジェレミー                                                                  | 1エピソード                              |
| 1970-73 | Medical Center                   | 外科医ギャノン                       | オリバー・ガーソン博士                                                      | 4エピソード                              |
| 1973    | Kung Fu                          | 燃えよ! カンフー                     | ボッグス保安官                                                              | 1エピソード                              |
| 1973    | Banacek                          | バナチェック登場                     | ジャック・オズバーン                                                        | 1エピソード                              |
| 1973    | Mannix                           | マニックス                           | アレック・ホルト将軍                                                        | 1エピソード                              |
| 1972-74 | The Streets of San Francisco     | サンフランシスコ捜査線               | A・R・マローン (1972) ロバート・ウェスト将軍 (1974)                         | 2エピソード                              |
| 1974    | Barnaby Jones                    | 名探偵ジョーンズ                     | ビル・サンダーソン                                                          | 1エピソード                              |
| 1971-76 | Cannon                           | 探偵キャノン                         | ビル・コーツ他                                                              | 3エピソード                              |
| 1971-76 | McMillan & Wife                  | 署長マクミラン                       | ハーラン・ロイス他                                                          | 4エピソード                              |
| 1978    | Project U.F.O.                   | プロジェクトUFO                      | オニール博士                                                                | 1エピソード                              |
| 1978    | The Bionic Woman                 | 地上最強の美女バイオニック・ジェミー | パー局長                                                                    | 1エピソード                              |
| 1968-79 | Hawaii Five-O                    | ハワイ5-0                            | ロジャー・バンクロフト他                                                    | 7エピソード                              |
| 1979    | Wonder Woman                     | ワンダーウーマン                     | メイソン・スティール                                                        | 1エピソード                              |
| 1979    | Lou Grant                        | 事件記者ルー・グラント               | 医師                                                                        | 1エピソード                              |
| 1980    | M*A*S*H                          | マッシュ                             | アルヴィン・フーリハン大佐                                                  | 1エピソード                              |
| 1981    | Charlie's Angels                 | チャーリーズ・エンジェル             | ハックショウ・バートレット                                                  | 1エピソード                              |
| 1983    | Hart to Hart                     | 探偵ハート&ハート                    | ロリング・ニコルズ                                                          | 1エピソード                              |
| 1984    | Hardcastle and McCormick         | 探偵ハード&マック                    | ロイ・スターン                                                              | 1エピソード                              |
| 1985    | Highway to Heaven                | ハイウェイ・トゥ・ヘブン             | クロフォード                                                                | 1エピソード                              |
| 1986    | Remington Steele                 | 探偵レミントン・スティール           | ジョニー・クーパー                                                          | 1エピソード                              |